# 松竹梅 (落語)
松竹梅（しょうちくばい）は古典落語の演目の一つ。原話は、初代三笑亭可楽が出版した「江戸自慢」の一遍である「春の花むこ」。初代松富久亭松竹の作とも。
元々は上方落語の演目で、明治30年（1897年）ごろに4代目柳亭左楽が東京に移植した。主な演者に6代目春風亭柳橋や林家木久扇などがいる。

## あらすじ
松五郎、梅吉、竹蔵というトリオが、「名前がめでたい」と言う理由で出入り先のお店のお嬢さまの婚礼に招かれた。
ところが、このトリオは結婚式に招かれるのは初めてで、席上どうしたらいいのかまったく分からない。
仕方がないので、3人そろって岩田の隠居に相談に行くことになった。
相談を受けた隠居は、「ただ飲み食いするだけじゃ失礼だ」といい、何か余興をやってあげたらどうかと勧める。
「例えば、こんなのはどうだ。挨拶をしたら、3人並んでぱっと扇子を広げ、まず松さんが『なったあ、なったあ、蛇（じゃ）になった、当家の婿殿蛇になった』。次に竹さんが『なに蛇になあられた』。最後に梅さんが『長者になぁられた』」
お婿さんが蛇になったとか何とかいい、変な気にさせたあとで「長者になった」と盛り上げるわけだ。
さて、練習。松公から練習することになったが、これがなかなか進まない。
松五郎は「ま…ま…マァ♪」と出てこないし、竹蔵は「デデンデデン、なあんのぉぉぉぉぉう」と、義太夫調。
問題なのは梅吉で、健忘症だと言う彼は何度練習しても言葉が出てこない。
松五郎と竹蔵が何とかフォローすることにして、時間が無いのでそのまま婚礼会場に乗り込んだ。
教わったとおりに忌み言葉を避け、ご挨拶も済んだところでいよいよ『芸』をすることに。
「まことにご愁傷さま…じゃなくて、本日はご婚礼、まことにおめでとうございます。僭越ながら、我々『松竹梅』が婚礼の余興といたしまして…」
扇子をぱっと広げて。
「なったあ、なったあ、蛇（じゃ）になった、当家の婿殿蛇になった」
「なに蛇になあられた」
松五郎と竹蔵は何とか切り抜けたが、肝心の梅吉が案の定、言葉を忘れて固まってしまった。
「紅茶に…番茶に…烏龍茶に…」
間違えるたびにやり直しになり、とうとう松五郎が「なったあ、なったあ、ヤ（嫌）になった」。
一同大笑い。
「ええ、失礼いたしました。では、改めてまいります。『なったあ、なったあ、蛇（じゃ）になった、当家の婿殿蛇になった』」
「なに蛇になあられた」
「えー、『亡者になあられた』」
式場は大騒ぎとなり、3人は逃げようとしたが梅吉だけ捕まってしまう。このことを隠居に伝えると隠居はこう言った。
「大丈夫だ、梅さんはそのうちお開きとなって帰るだろう」

## 忌み言葉
この「松竹梅」に限らず、『高砂や』や『たらちね』など結婚式の噺で必ず出てくるのがこの忌み言葉。
詳しいことは「忌み言葉」の項に譲るが、結婚式の司会などもする噺家にとって、この風習は実に恐るべきものらしい。
この噺は比較的短いので、枕として自らが体験した結婚式でのエピソードを入れる噺家が多いのだが、どの口演を見ても一つは「忌み言葉」に対する苦言が入っている。

## おかしな祝電
披露宴でのエピソードに並び、この噺でたびたび出てくるのが祝電に関する小噺。以下にあげるのはその一例である。
- 「あたし諦めるわ。ケイコ」
- 「前のことは忘れてがんばれがんばれ。麹町警察署一同より」
- 「仕事が立て込んでおり、結婚式に行かれなくてゴメン。次の機会には必ず行くよ」

## トリビア
NET系（現：テレビ朝日系）のテレビアニメ『ひみつのアッコちゃん』（第1作23話「落語がすきすき」、1969年6月9日OA）で、ガンモ（落語家志望の男の子）が笑楽師匠に必死で入門しようとして、「なったーなったーじゃになった、当家のムコ殿じゃになった〜」を繰り返し必死に稽古をしていた。